# Коралловая сверташка
Кора́лловая сверта́шка, или кора́лловая валькова́тая змея́ (лат. Anilius scytale) — вид змей, в настоящее время выделяемый в отдельное семейство вальковатых змей (Aniliidae). Ранее в это семейство также включали представителей двух других родов — Anomochilus и Cylindrophis, которые сейчас рассматривают в качестве собственных семейств (Anomochilidae и Cylindrophiidae, соответственно). Как и других полосатых змей, ее часто называют «коралловая» за сходство с ядовитыми коралловыми аспидами.

## Описание

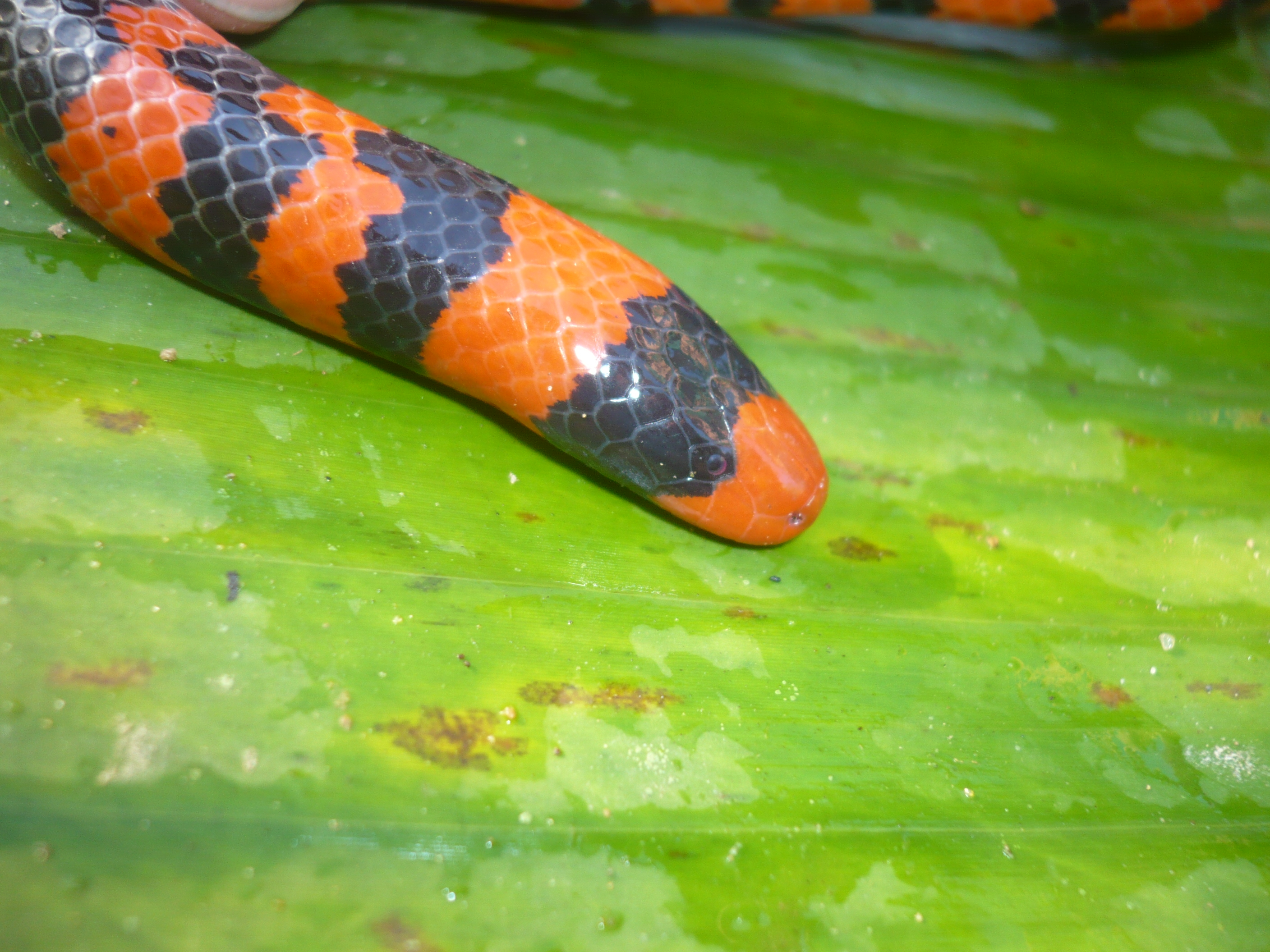

Общая длина достигает 70—80, иногда 90 см. Голова маленькая и овальная, глаза маленькие с круглыми зрачками, прикрыты полупрозрачным щитком. Голова не отделена от туловища шейным перехватом. Рот небольшой, неспособный к значительному растяжению, кости черепа прочно сращены между собой и единственная растяжимая связка имеется между двумя половинками нижней челюсти. На обеих челюстях, а также не нёбных и крыловидных костях имеются мелкие, загнутые назад зубы. Сохранились рудименты тазового пояса и задних конечностей, которые имеют вид маленьких коготков по бокам анального отверстия. Туловище напоминает небольшой ролик или валик (отсюда и происходит название) с очень коротким и тупым хвостом, покрыто мелкой округлой чешуёй, которая немного увеличена на брюшной стороне.
Окраска состоит из широких ярко-красных и более узких чёрных поперечных колец, которые расположены поочерёдно.

## Образ жизни
Населяет влажные тропические леса, активна ночью. Ведёт полуроющий образ жизни, проделывая собственные ходы в мягком грунте или обследуя чужие норы, лазая под корнями деревьев и в трещинах почвы. Питается слепозмейками, ящерицами, земноводными.

## Размножение
Это яйцеживородящая змея. Самка рожает 6—15 детёнышей.

## Распространение
Обитает в Южной Америке к востоку от Анд. Ареал охватывает амазонскую часть Бразилии, Венесуэлу, Колумбию, Боливию, Эквадор, Французскую Гвиану и Перу.

## Подвиды
- Anilius scytale phelpsorum Roze, 1958
- Anilius scytale scytale (Linnaeus, 1758)

## Галерея

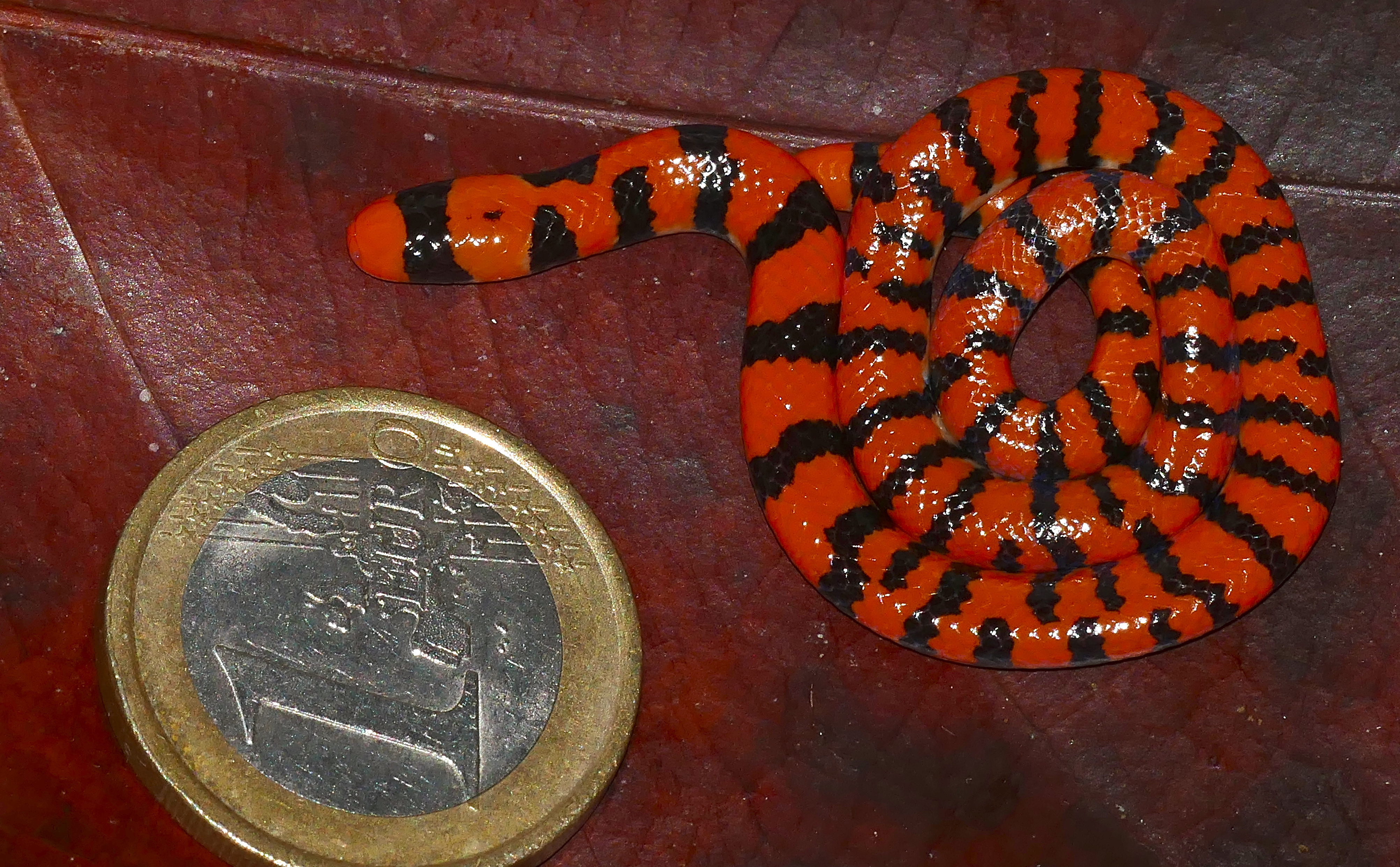
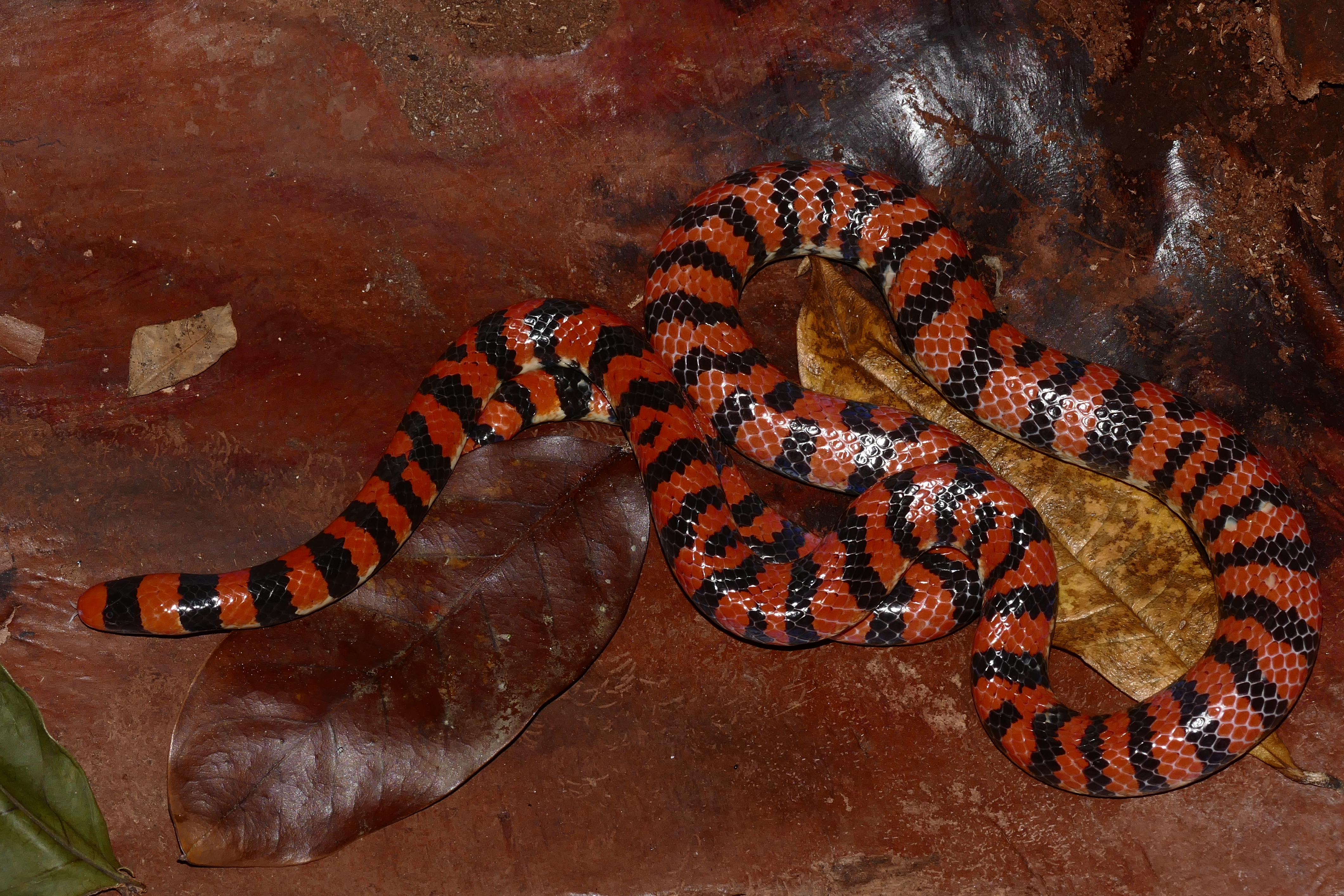
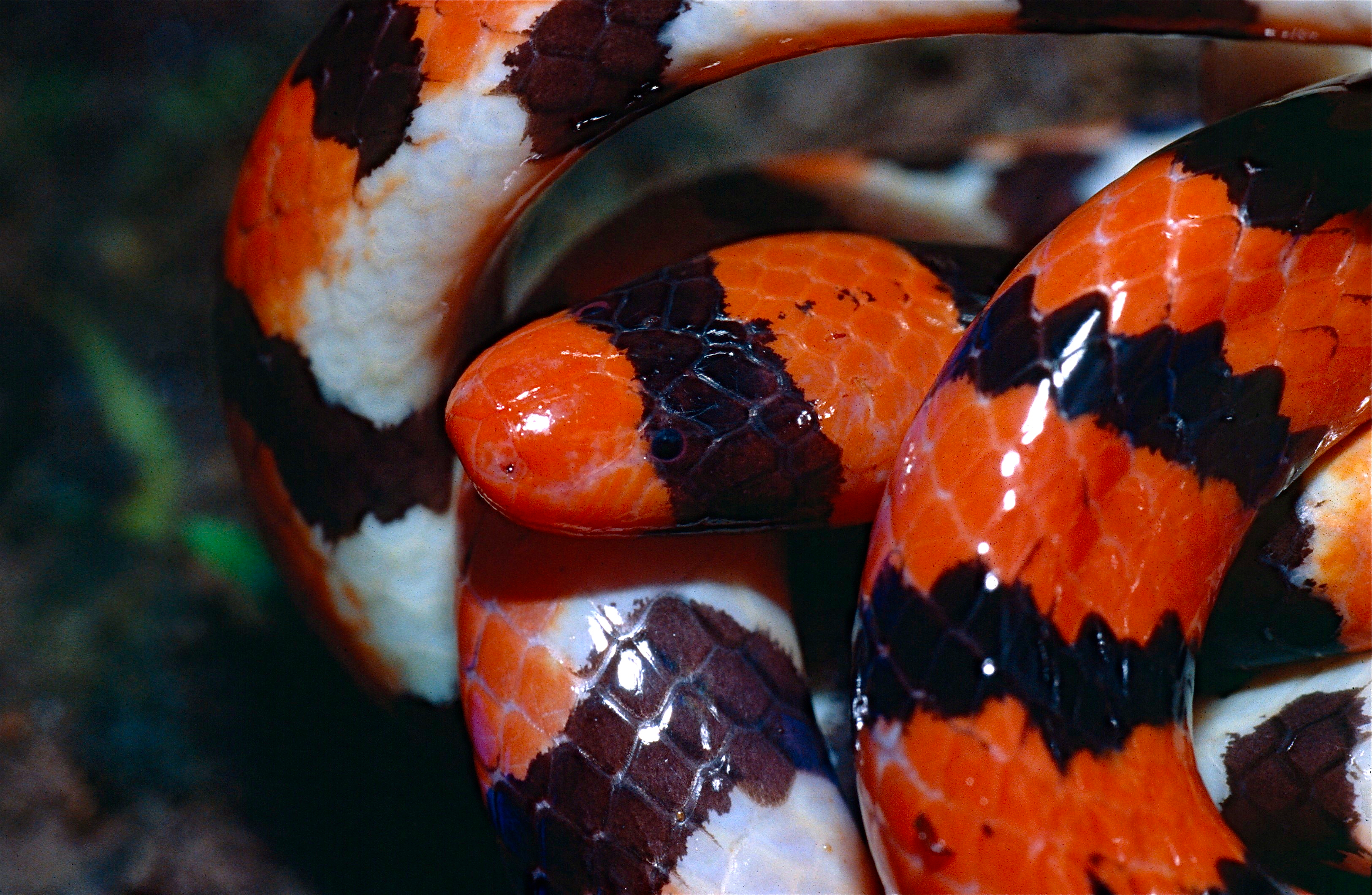
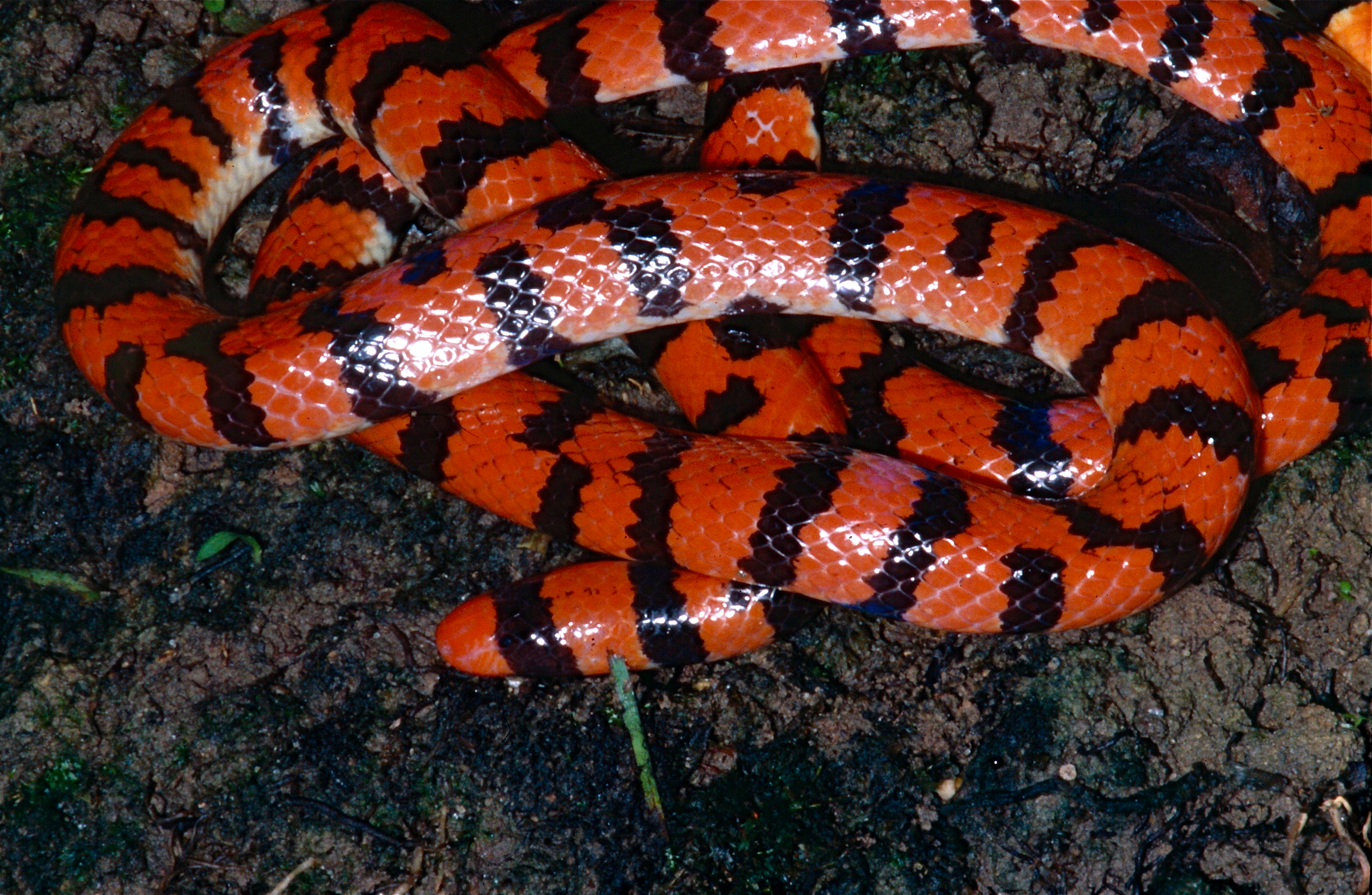